# Conus lombardii
Espèce
Conus lombardii est une espèce fossile de mollusques gastéropodes marins de la famille des Conidae.

## Classification
L'espèce Conus lombardii a été décrite pour la première fois en 2015 par le malacologiste américain Jonathan R. Hendricks (d),,.

## Description
Comme toutes les espèces du genre Conus, ces escargots sont prédateurs et venimeux. Ils sont capables de « piquer » les humains et doivent donc être manipulés avec précaution, voire pas du tout.
La taille de la coquille atteint 29,5 mm. Elle est similaire à Conus kaesleri et Conus spurius.

## Distribution
Cette espèce marine d'escargot à cône n'est connue qu'à l'état fossile dans le Néogène de la République dominicaine.